# Ektas
Ektas (gr. ektasis – rozciąganie, rozszerzanie) – środkowy okres mezoproterozoiku; trwał od 1,4 do 1,2 mld lat temu. Z tego okresu pochodzą skały formacji geologicznej Hunting na Wyspie Somerset (Kanada). W czasie jego trwania żyły najstarsze znane organizmy wielokomórkowe i najstarsze znane rozmnażające się płciowo organizmy. Ektas jest młodszy od kalimu, a starszy od stenu.